# George Struikelblok

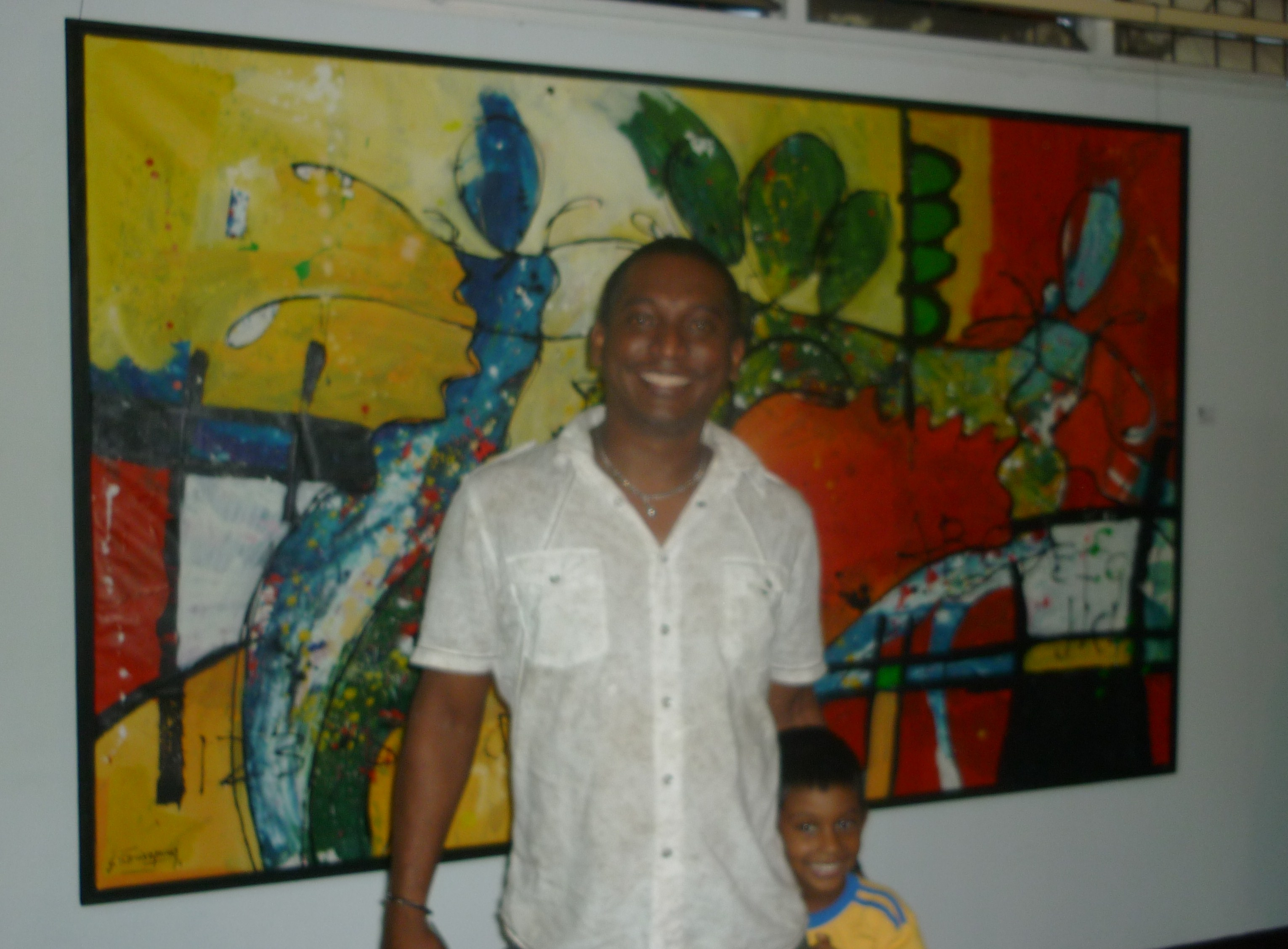
George Struikelblok met zijn zoontje in zijn atelier

George Struikelblok (Paramaribo, 22 september 1973) is een Surinaams kunstschilder.

## Biografie
Struikelblok volgde van 1987 tot 1991 de Nola Hatterman Kunstacademie in zijn geboortestad, vervolgens van 1997 tot 1999 de Edna Manley School of Visual and Performing Arts op Jamaica en van 1992 tot 1995 verschillende workshops (aquarel, decorschilderen, zeefdruk, keramiek en etsen). Hij werkte als docent op de Nola Hatterman Kunstacademie (1990-2002), is vanaf 1993 lid van “Art 2000”, een organisatie voor jonge Surinaamse kunstenaars en vanaf 2004 waarnemend voorzitter van de Federation of Visual Artists in Suriname (FVAS).
George Struikelblok kan gerekend worden tot een nieuwe generatie Surinaamse kunstenaars, waarvan velen in Jamaica hun opleiding genoten: de iets oudere Rinaldo Klas en zijn leeftijdgenoten Humphrey Tawjoeram en Wilgo Vijfhoven. Zijn werk is abstract, maar zonder het figuratieve helemaal los te laten. Hij gebruikt acryl en olieverf in aarde- en pasteltinten, soms ook zeer kleurrijk (als in zijn reeks over de spin Anansi), en in bijna al zijn doeken neemt hij teksten op. Het verlies van zijn vader (die overleed vóór zijn geboorte) speelde in Struikelbloks leven een belangrijke rol: dood en liefde zijn zijn vaste thema’s. Naar eigen zeggen gebruikt hij vaak een eenvoudige mannenfiguur om het leed over de gestorven vader uit te drukken, en als symbool voor de scheiding tussen leven en dood neemt hij zinken schuttingen. Zijn schilderijen dragen dan ook titels als Missing.
Hij exposeerde in Suriname, Nederland, Guyana, Jamaica, Trinidad, St. Kitts/Nevis, Brazilië, Zwitserland en de Verenigde Staten.
In 2015 opende hij zijn galerie en educatiecentrum G-Art Blok in Paramaribo.

## Tip Tip Monumenten

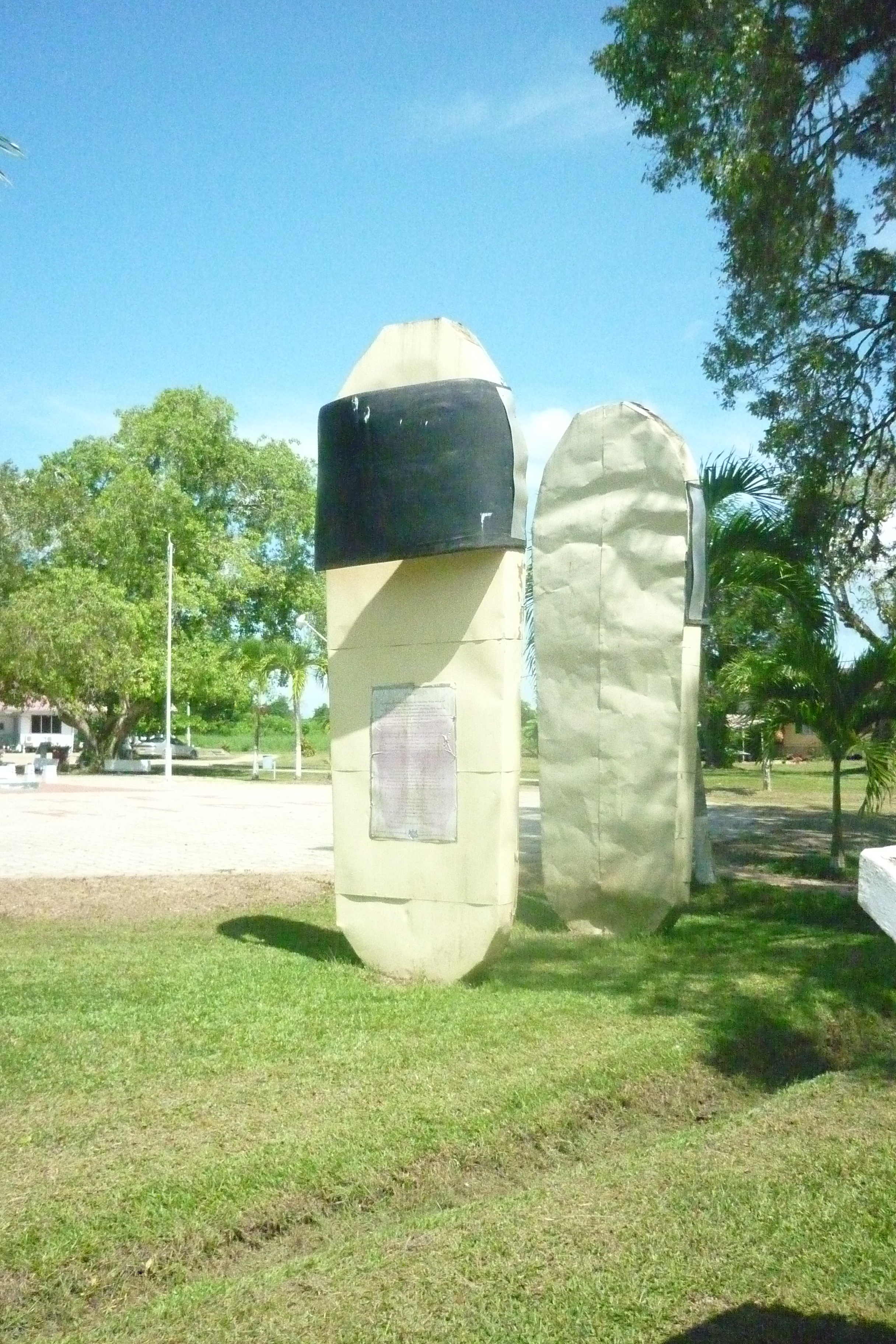
Tip Tip bij Fort Nieuw-Amsterdam

Struikelblok heeft een dertigtal Tip Tip-monumenten gemaakt ter viering van de 30-jarige onafhankelijkheid van Suriname. Het project werd gesponsord door de Nederlandse ambassade. Deze en het Srefidensimonument behoren naar zijn eigen indruk tot de meest indrukwekkende kunstwerken die hij heeft gemaakt.